# Грамотеева, Карина Валерьевна
Карина Валерьевна Грамотеева (20 января 1988) — российская футболистка, нападающая.

## Биография
Воспитанница футбольной секции г. Тырныауз (Кабардино-Балкария), тренер — Евгений Георгиевич Маркиянов. В 2004 году была в заявке тольяттинской «Лады», команда в том сезоне стала чемпионом России. В 2006—2007 годах вместе с ещё одной спортсменкой из Тырныауза, Валентиной Афашоковой, выступала за московское «Чертаново» в высшей лиге.
Вызывалась в юниорскую сборную России.
Дальнейшая судьба неизвестна.